# ACV Records
ACV Records (auch Alternative Current) ist ein italienisches Techno-Label, es wurde 1990 von Tony Verde in Rom gegründet.

## Sublabels
ACV veröffentlichte Schallplatten unter verschiedenen Sublabels, etwa Hot Trax, Out Of Orbit, Blam Records, Under Control oder Deep Blaze Records, denen bestimmte stilistische Merkmale zugeordnet waren. Besondere Bekanntheit erlangte man mit dem Sublabel Alternative Current, auf dem experimentelle, minimalistische Musik erschien, neben anderen Künstlern wie vor allem Robert Armani und Leo Anibaldi. Einige der Veröffentlichungen auf Alternative Current gelten als stilprägende Klassiker dieses Technogenres, so zum Beispiel Circus Bells von Robert Armani. Der Name ACV wird häufig synonym zu Alternative Current verstanden und benutzt.

## Musiker und Musiker
Die nachfolgende Auswahl an Musikern und Musikgruppen veröffentlichten diverse Tonträger auf dem Label ACV Records sowie seinen Sublabels.
- 2M
- 70’ Lovers
- A. Keane
- Adrian Morrison
- Alegria
- Alter Ego
- Andy Luotto
- Angie Robinson
- Annette Leopardi
- Art Jungle
- Automia Division
- Babilon
- Blackwood
- Blaster Noise
- Blue Dust
- Blurred Mind
- Circus Dream
- Club Style
- Comfort & Joy
- Connector
- D-Chiching
- Dave Clarke
- Draym
- Dynagroove
- Electric Emotion
- Euristics
- Faber Cucchetti
- Fausto Cigliano
- Florence
- Full Immersionr
- Gypsymen
- High Screams
- Human Beat
- Inner Planet
- Janiska
- Jill Rabbit
- Jo-Anne
- Jori Hulkkonen
- K-Alexi Shelby
- Karlo
- Leo Anibaldi
- Liquid Bump
- Locate One
- Logic Ground
- Los Tchans
- Love Science
- Lynx Project
- Madness Seed
- Many Sided
- Marçia Sedoc
- Marco Bonelli
- Margaret Conway
- Marlowe
- Maryhouse
- Max Fortuna
- Max Polo
- Mescalinan
- Moon Crew
- Nevio M
- Nightwave
- Oliva Project
- Olographic State
- Pamela Britte
- Paolo Zerletti
- Pat & Bel
- Penny Brown
- Plastic Blood
- Plastic People
- Polly Parrot
- Psychedelic Phenomenon
- Pump Job
- Ralphie Dee
- Ray Funnye
- Real Vibes
- Red Plaza
- Regina Rogers
- Retroactivity
- Return From Orbit
- Riccardo Rocchi
- Ricky Summer
- Sandro Galli
- Secret Wishes
- Sexy Sunday
- Sha Na-Na
- Sindaco
- Sleeve
- Smily Slayers
- Sonia San
- Stefano Bellanti
- Steve Bread
- Steve Poindexter
- The Allegheny Surfers
- The Beat Junkies
- The Latin Artist
- The Ride Committee
- Thousand Boxes
- Traxmen
- Twiggy Bop